# Рено IV де Баже

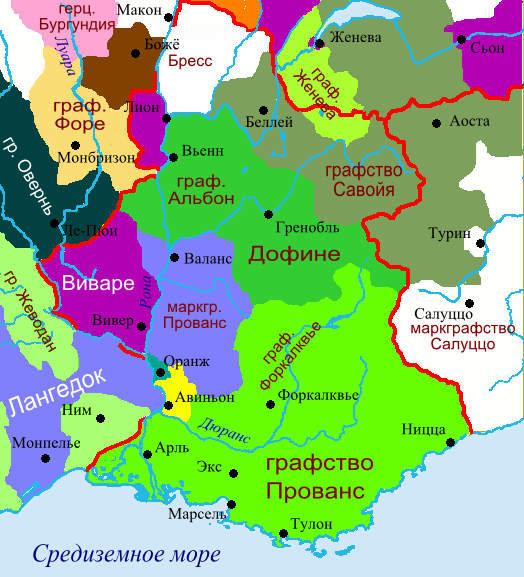
Сеньория Бресс на карте Нижней Бургундии

Рено IV де Баже (Renaud IV de Bâgé) (р. 1200/05, ум. 1250 не позднее марта) — сеньор Баже и Бресса с 1220.
Сын Ульрика V де Баже (ум. 1220 или раньше) и его второй жены Александрины де Вьенн (ум. 1242).
1 января 1229 года женился на Сибилле де Божё (1215—1265), дочери Гишара V, сеньора де Божё и его жены Сибиллы де Эно. Получил в приданое сеньорию Шатильон-ле-Домб.
Дети:
- Ги II де Баже (ум. 1255), сеньор Баже и Бресса под опекой Филиппа Савойского — архиепископа Лиона;
- Сибилла де Баже, монахиня в Ньевре;
- Рено де Баже (ум. 1255), сеньор Бурга, Сен-Тривье, Кюизера и Сажи;
- Александр де Баже (ум. 1272), сеньор Бурга, Сен-Тривье, Кюизера и Сажи;
- Беатрикс де Баже, жена Гишара, сеньора Шатильон-он-Мишейль;
- Жанна де Баже.

Крестоносец. С 1239 по 1243 год находился на Святой Земле. В 1249 году для участия в Седьмом крестовом походе занял крупную сумму денег и собрал отряд из своих вассалов. Умер в Египте в 1250 году не позднее марта, вероятно — погиб в битве при Эль-Мансуре.
Архиепископ Лиона Филипп Савойский заплатил долги Рено IV де Баже и взял под опеку его детей. В 1268 году он стал графом Савойи (Филипп I). Вскоре после этого (в 1272 году)он устроил брак своего племянника Амадея Савойского с Сибиллой де Баже (1256—1294), дочерью и наследницей Ги II де Баже, опекуном которой он был. Этот племянник в 1285 году стал графом под именем Амадей V, и сеньория Бресс вошла в состав Савойи (до 1601 года).